# 第2潜水隊群
第2潜水隊群（だいにせんすいたいぐん、英称：Submarine Flotilla 2 ）とは、潜水艦隊隷下の潜水艦部隊の一つであり、神奈川県横須賀市横須賀基地に配備されている。群司令は1等海佐（一）であり、首席幕僚（2等海佐）が補佐する。

## 沿革
- 1973年（昭和48年）10月16日：自衛艦隊隷下に「第2潜水隊群」（司令部、潜水艦救難艦「ふしみ」、第3潜水隊、第4潜水隊、横須賀潜水艦基地隊）が新編[2]。
- 1981年（昭和56年）2月10日：上位組織として「潜水艦隊」が新編。
- 1985年（昭和60年）3月27日：第2潜水隊が第1潜水隊群から編入。潜水艦救難母艦「ちよだ」が就役し、第2潜水隊群に編入。「ふしみ」が第1潜水隊群に編成替え。
- 1997年（平成9年）3月12日：第3潜水隊が隊番号交換により第6潜水隊に改称。
- 2006年（平成18年）4月14日：第6潜水隊が廃止。
- 2018年（平成30年）
  - 3月12日：潜水艦「せいりゅう」の就役に伴い、所属艦が8隻体制となり、第6潜水隊が再編。
  - 3月20日：潜水艦救難母艦「ちよだ」が除籍となり、2代目「ちよだ」が就役し編入。
- 2021年（令和3年）3月24日：潜水艦「とうりゅう」が就役し、第6潜水隊に編入、所属艦が9隻体制となる。
- 2022年（令和4年）3月9日：潜水艦「たいげい」が就役し、第4潜水隊に編入。「ずいりゅう」が第6潜水隊に、「とうりゅう」が第4潜水隊にそれぞれ編成替え[3]。所属艦が10隻体制となる。
- 2024年（令和6年）3月8日：潜水艦「じんげい」が就役し、第4潜水隊に編入[4]。「たいげい」が第11潜水隊に編成替え[5]。

## 司令部編成
司令部は、横須賀基地に設置されている。
- 潜水隊群司令
  - 首席幕僚
  - 幕僚
  - 先任伍長

また、自衛艦隊#司令部の編成を参照。

## 部隊編成
※ 令和6年3月8日時点
- 直轄艦
  - ASR-404「ちよだ」

- 第2潜水隊
  - SS-592「うずしお」
  - SS-595「なるしお」
  - SS-597「たかしお」

- 第4潜水隊
  - SS-512「とうりゅう」
  - SS-515「じんげい」
  - SS-598「やえしお」
  - SS-599「せとしお」

- 第6潜水隊
  - SS-505「ずいりゅう」
  - SS-506「こくりゅう」
  - SS-509「せいりゅう」

- 横須賀潜水艦基地隊

## 主要幹部
| 官職名                 | 階級          | 氏名       | 補職発令日     | 前職                                         |
| ---------------------- | ------------- | ---------- | -------------- | -------------------------------------------- |
| 第2潜水隊群司令        | 1等海佐（一） | 中野聡     | 2024年06月20日 | 中央システム通信隊司令                       |
| 首席幕僚               | 1等海佐（三） | 久保田真紀 | 2024年12月16日 | 潜水艦隊司令部幕僚 ※2025年1月1日 1等海佐昇任 |
| 第2潜水隊司令          | 1等海佐（三） | 久保哲也   | 2025年03月24日 | 阪神基地隊副長                               |
| 第4潜水隊司令          | 1等海佐（ニ） | 森安竜     | 2024年12月16日 | 第2潜水隊群司令部首席幕僚                    |
| 第6潜水隊司令          | 1等海佐（三） | 原田直純   | 2025年08月04日 | 第1潜水隊群司令部首席幕僚                    |
| 横須賀潜水艦基地隊司令 | 2等海佐       | 阿部純一   | 2025年08月18日 | 沖縄海洋観測所副所長                         |

| 代 | 氏名       | 在職期間                      | 出身校・期            | 前職                                                       | 後職                                                             | 備考                               |
| -- | ---------- | ----------------------------- | --------------------- | ---------------------------------------------------------- | ---------------------------------------------------------------- | ---------------------------------- |
| 01 | 伊藤久三   | 1973年10月16日 1974年6月30日  | 海機49期              | 自衛艦隊司令部付                                           | 海上幕僚監部付 →1974年10月1日 退職                               | 海将補                             |
| 02 | 時 忠俊    | 1974年7月1日 1976年5月16日    | 海機50期              | 佐世保地方総監部幕僚長                                     | 海上幕僚副長                                                     | 就任時海将補 1975年7月1日 海将昇任 |
| 03 | 藤井伸之   | 1976年5月17日 1977年12月4日   | 海兵72期              | 自衛艦隊司令部付                                           | 海上幕僚監部付 →1978年2月1日 退職                                | 海将補                             |
| 04 | 内野政春   | 1977年12月5日 1980年2月14日   | 海兵73期              | 第1潜水隊群司令                                            | 呉地方総監部付 →1980年3月2日 停年退官                            | 海将補                             |
| 05 | 安陪祐三   | 1980年2月15日 1981年2月9日    | 海兵75期              | 海上幕僚監部調査部長                                       | 潜水艦隊司令官                                                   | 海将                               |
| 06 | 高須是夫   | 1981年2月10日 1982年10月25日  | 海保大1期・ 4期幹候   | 海上自衛隊幹部学校教官                                     | 海上自衛隊幹部学校教育部長                                       |                                    |
| 07 | 海野明弘   | 1982年10月26日 1982年12月26日 | 海保大3期・ 8期幹候   | 潜水艦隊司令部幕僚                                         | 潜水艦隊司令部付 →1983年6月10日 海上自衛隊第1術科学校教務部長    |                                    |
| 08 | 長谷川菅男 | 1982年12月27日 1984年7月31日  | 防大2期               | 潜水艦隊司令部幕僚                                         | 海上自衛隊第1術科学校付 →1984年11月9日 同教務部長                |                                    |
| 09 | 新井利康   | 1984年8月1日 1985年12月19日   | 海保大4期・ 9期幹候   | 海上幕僚監部調査部調査第1課長                              | 海上幕僚監部調査部長                                             | 1985年3月16日 海将補昇任           |
| 10 | 岩野玉樹   | 1985年12月20日 1987年7月6日   | 防大3期               | 自衛艦隊司令部幕僚                                         | 海上自衛隊幹部学校主任教官                                       |                                    |
| 11 | 高原 聡    | 1987年7月7日 1989年8月30日    | 海保大6期・ 11期幹候  | 海上幕僚監部防衛部教育第1課長                              | 潜水艦隊司令部付 →1990年3月26日 海上自衛隊幹部学校主任研究開発官 |                                    |
| 12 | 阿部永一   | 1989年8月31日 1990年12月14日  | 防大3期               | 潜水医学実験隊副長 兼 教育訓練部長                         | 退職                                                             |                                    |
| 13 | 野尻武勲   | 1990年12月15日 1992年12月14日 | 防大6期               | 横須賀地方総監部管理部長                                   | 退職（海将補昇任）                                               |                                    |
| 14 | 高木基博   | 1992年12月15日 1994年3月31日  | 防大7期               | 潜水艦教育訓練隊司令                                       | 退職（海将補昇任）                                               |                                    |
| 15 | 津村明邦   | 1994年4月1日 1996年12月1日    | 防大9期               | 統合幕僚会議事務局第2幕僚室 情報計画調整官兼総括班長       | 中央通信隊群司令                                                 |                                    |
| 16 | 松田邦弘   | 1996年12月2日 1999年3月31日   | 海保大12期・ 17期幹候 | 自衛隊神奈川地方連絡部長                                   | 退職（海将補昇任）                                               |                                    |
| 17 | 牧田正紀   | 1999年4月1日 2001年8月9日     | 防大13期              | 統合幕僚学校主任教官                                       | 横須賀教育隊司令                                                 |                                    |
| 18 | 石川政俊   | 2001年8月10日 2003年12月18日  | 防大17期              | 自衛隊神奈川地方連絡部長 →2001年4月2日 潜水艦隊司令部付    | 退職（海将補昇任）                                               |                                    |
| 19 | 新田寛昭   | 2003年12月19日 2005年3月31日  | 防大16期              | 呉教育隊司令                                               | 退職（海将補昇任）                                               |                                    |
| 20 | 木下憲司   | 2005年4月1日 2006年4月2日     | 防大17期              | 横須賀地方総監部管理部長                                   | 退職（海将補昇任）                                               |                                    |
| 21 | 持永昇三   | 2006年4月3日 2007年12月2日    | 防大18期              | 海上幕僚監部装備部装備課長 →2006年3月27日 潜水艦隊司令部付 | 退職（海将補昇任）                                               |                                    |
| 22 | 乳井三治   | 2007年12月3日 2009年8月2日    | 防大20期              | 呉地方総監部防衛部長                                       | 退職（海将補昇任）                                               |                                    |
| 23 | 髙島辰彦   | 2009年8月3日 2010年12月19日   | 京都大・ 35期幹候     | 統合幕僚監部防衛計画部 防衛課長                            | 海上自衛隊幹部学校副校長                                         |                                    |
| 24 | 持井弘一   | 2010年12月20日 2012年12月3日  | 防大24期              | 海上幕僚監部統括副監察官                                   | 海上自衛隊東京業務隊付 →2013年3月5日 退職                        |                                    |
| 25 | 佐藤賢上   | 2012年12月4日 2014年8月4日    | 防大29期              | 潜水艦隊司令部                                             | 大湊地方総監部幕僚長                                             |                                    |
| 26 | 田川和幸   | 2014年8月5日 2016年6月30日    | 防大27期              | 佐世保地方総監部防衛部長                                   | 退職（海将補昇任）                                               |                                    |
| 27 | 石橋督悦   | 2016年7月1日 2017年7月31日    | 防大28期              | 佐世保地方総監部防衛部長                                   | 退職（海将補昇任）                                               |                                    |
| 28 | 大河内哲朗 | 2017年8月1日 2019年3月31日    | 防大30期              | 潜水艦隊司令部訓練主任幕僚                                 | 退職（海将補昇任）                                               |                                    |
| 29 | 村上健悟   | 2019年4月1日 2020年7月31日    | 防大33期              | 海上幕僚監部総括副監察官                                   | 情報本部総務部長                                                 |                                    |
| 30 | 髙田 充    | 2020年8月1日 2022年7月31日    | 防大33期              | 潜水艦隊司令部訓練主任幕僚                                 | 横須賀地方総監部防衛部長                                         |                                    |
| 31 | 吉田 誠    | 2022年8月1日 2024年6月19日    | 防大34期              | 自衛隊情報保全隊情報保全官                                 | 退職（海将補昇任）                                               |                                    |
| 32 | 中野 聡    | 2024年6月20日                 | 防大35期              | 中央システム通信隊司令                                     |                                                                  |                                    |